# Это моя школа
«Э́то моя́ шко́ла» — детская повесть, написанная Еленой Ильиной в 1950—1953 годах. В 1955 году опубликована отдельным изданием в «Детгизе». Основу сюжета составляет история учениц четвёртого класса одной из московских женских школ в течение одного учебного года.
Повесть «Это моя школа» написана в специфическом «школьном» субжанре детской литературы, который являлся разновидностью «производственного романа», сосредотачиваясь на внутришкольной жизни героев. По мнению советских критиков, повесть не являлась творческой удачей писательницы, которая не добивалась серьёзных обобщений, сосредоточившись на описании всевозможных событий в жизни десятилетних героинь в обстановке школьных будней: их шалостей, переживаний из-за отметок и попыток осмысления серьёзных нравственных проблем. По-видимому, в «идилличности» повествования проявилась и «теория бесконфликтности». Книга запоздала, так как вышла в свет после реформы образования, в рамках которой были слиты мужские и женские средние учебные заведения, а также поменялись стандарты изображения школьного детства в литературе. В советское время произведение не переиздавалось (не считая перевода на казахский язык 1959 года) и было заново «переоткрыто» издателями и читателями лишь в XXI веке, вновь вызвав полярно противоположные отзывы.

## Сюжет
Действие разворачивается в течение одного учебного года (с сентября до мая), повествование разделено на две части и ненумерованные главы (по 32 в первой и второй частях, каждая с собственным заглавием). В главе «Седьмое ноября» упоминается XXXIII годовщина Октябрьской революции, которая приходилась на 1950 год. Название повести совпадает с заглавием заключительной главы первой части, в которой главная героиня Катя в день 7 ноября осознаёт, как много значит для неё школа, в стенах которой в течение десяти лет происходит становление её личности и закладывается фундамент всей её будущей жизни.

### Часть 1
Первого сентября в четвёртый «А» класс идут две подруги: Катя Снегирёва и Аня Лебедева. Девочек встречает их учительница Людмила Фёдоровна и представляет новую ученицу Наташу Оленину. Катя выясняет, что у новенькой никого нет, кроме мамы, — папу убили всего за день до конца войны, и она осталась на второй год из-за болезни. Аня, видя, что Катя опекает Наташу, обижается, тогда как Наташе нравится весёлая и задорная Катя. Девочки ссорятся на уроке, и учительница пересаживает Аню на другое место, а Наташу — за одну парту с Катей. После уроков Катя приглашает Наташу домой, бабушка Кати сразу чувствует, что между подружками произошла ссора.
На следующий день девочки приносят в школу свои коллекции для школьного музея. Аня в школу не приходит, а Катя приносит общий с Аней гербарий, сопровождаемый её рисунками природы с натуры. Катина мама — Ирина Павловна — профессиональная художница, работает на фабрике тканей. Людмила Фёдоровна сообщает, что Аня серьёзно заболела и заходить к ней ни в коем случае нельзя. Клава Киселёва, которая сама не выполнила летнее задание, пытается принизить работу Кати и Ани, получив отповедь учительницы, что потому и не способна радоваться чужим успехам, что сама не любит и не хочет работать. Также Людмила Федоровна сообщает, что сама очень нездорова, и если в классе не будет дисциплины, ей придётся уйти с учительской работы. Катя переживает за заболевшую скарлатиной Аню, которую увезли в больницу; из-за этого в школе отменили уроки и устроили дезинфекцию. Она решается написать письмо, а Наташа — подарить свою единственную куклу Дюймовочку. У Наташи дома Катя видит избалованную Наташину соседку Муру, за которой её мама ухаживает, как за барыней. Видя, что Наташа сама справляется с хозяйством и уроками (её мать допоздна на службе), Кате становится стыдно: дома за неё и старшую сестру Таню всё делает бабушка. Аня лежит в больнице, в изоляции, её мучает совесть, что она поссорилась с Катей и обидела Наташу. Её переживания видят лечащий врач и медсестра тётя Муся, поэтому передают письмо от Кати; взрослые умиляются кукле в полной униформе медсестры, которая точь-в-точь похожа на тётю Мусю. Тем временем на первом в году пионерском сборе стыдят Катино звено и Катю как звеньевую за то, что они не собираются и не обсуждают интересные вещи, книги. Новой звеньевой выбирают Стеллу Кузьминскую, которая неприятна Кате, но она молчит, чтоб её не сочли завистницей.
В школе поздравляют выпускников-медалистов. Катина старшая сестра Таня должна прийти на праздник, куда пригласили и бабушку, и саму Катю, которая готовит приветственную речь по просьбе Людмилы Фёдоровны. На вечере Таня встречает одного из выпускников, Героя Советского Союза Андрея. Он рассказывает о своём погибшем друге, у которого умерла жена и остался маленький сын Серёжа, которого Андрей пытается разыскать. Людмила Фёдоровна ложится на операцию на горле, и занятия у девочек временно ведёт их старшая пионервожатая Надежда Ивановна. Как-то Надежду Ивановну срочно вызывают к директору, назначив Стеллу исполнять обязанности учительницы. Новая звеньевая ставит много несправедливых двоек. После болезни в школу возвращается похудевшая остриженная Аня. В классе проходит пионерский сбор. Девочки пытаются придумать название для стенгазеты. Между Катей и Стеллой, которая ничего не предлагала сама и лишь критиковала варианты, происходит спор. Девочки возмущены поведением звеньевой. После вмешательства председателя совета отряда газета получает имя «Пионерская дружба».
Вместо Людмилы Фёдоровны приходит новая учительница — строгая и сухая Анна Сергеевна, которую боятся даже отличники и оттого получают плохие отметки. Катя не выдерживает и заявляет, что это несправедливо. Девочки не слушаются учительницу и шумят на уроке. Катю мучают сомнения, могла ли она сделать учительнице замечание. Несмотря на поведение учениц, Анна Сергеевна строго с них спрашивает, мельком упомянув, что работает ещё во вторую смену в мужской школе по соседству. Катя и Аня приходят проведать Людмилу Фёдоровну. Они жалуются ей на Анну Сергеевну, но Людмила Фёдоровна недовольна девочками. Муж Людмилы Фёдоровны, военный летчик, возмущён: «Чем полк может поддержать честь своего командира? Отличной дисциплиной. Высокой сознательностью». Честным пионерским словом девочки клянутся исправиться самим себе. Катя предлагает Стелле провести пионерский сбор и поговорить о дисциплине и об отношении к новой учительнице. Стелла не согласна: она дисциплину не нарушала, при чём тут она? Катя пытается успокоить девочек, которые шепчутся во время урока, но получает замечание. Девочка извиняется за своё прежнее замечание учительнице, на что Анна Сергеевна говорит, что она поступила правильно, по-пионерски. Надежда Ивановна вызывает к себе совет класса и звеньевых. Катя рассказывает ей о том, что происходит. Надежда Ивановна считает, что Анна Сергеевна ещё плохо их знает и что девочкам нужно обсудить ситуацию. На сборе школьницы решают исправиться, дав пионерскую клятву. Катю возмущает Стелла, которую ничего не интересует. Катин отец Сергей Михайлович — начальник геологической группы в Средней Азии — поддерживает дочь и считает, что она поступила по-пионерски.
Девочки из класса сообщают Надежде Ивановне, что хотят вместо Стеллы выбрать председателем Катю. Надежда Ивановна беседует со Стеллой. Кузьминская признаётся, что такая должность не для неё, да и мама не разрешает ей заниматься общественными делами. Надежда Ивановна решает вызвать маму Стеллы в школу, но та приходит сама и возмущённо говорит, что её дочь слишком занята, чтобы быть председателем совета отряда — ей прочат карьеру оперной певицы. Надежде Ивановне удаётся её убедить, что общественная работа полезна для воспитания личности: «ребёнка десяти лет нельзя готовить ни к какой определённой специальности». Девочки пишут письмо Людмиле Фёдоровне, сообщая, что у них всё хорошо. С Анной Сергеевной отношения вскоре налаживаются, когда она лучше узнаёт своих учениц. Катю выбирают председателем совета отряда, и её главная задача — понять, как сплотить класс, чтобы всем было интересно заниматься общим делом. Она предлагает найти мальчика, которого разыскивает герой-выпускник Андрей. Анна Сергеевна рассказывает, что после войны искала своих племянников, пропавших при эвакуации из Одессы. Она поехала в детдом под Москвой, но там оказался другой мальчик, и она его теперь опекает.

### Часть 2
Анна Сергеевна получает из детдома письмо от своего подопечного Алика. Он приглашает всех девочек её класса в гости в Орехово-Зуево и сообщает, что у них мало книг. Ученицы 4-го «А» решают поехать туда в новогодние каникулы и привезти в подарок книги. Девочки, даже Стелла, приносят из дома хорошие книги, только Аня приносит порванные. Катя стыдит подругу и высмеивает её поступок в стенгазете. Аня оправдывается перед Наташей и предлагает ей дружбу, ведь Катя всё время занята. Аня пропускает диктант, ссылаясь на головную боль. Анна Сергеевна предлагает Ане и Кате остаться после уроков в школе. Катя будет диктовать Ане, а потом отнесёт работу в учительскую. На диктанте Катя, несмотря на просьбы Ани, не подсказывает ей, ведь это проверка и для Кати тоже. Анна Сергеевна ставит плохие отметки за диктант, но Аня получает четвёрку с минусом. Совет отряда решает помочь отстающим, кого подтянуть, а кому-то преодолеть страх перед ответом учителю. Увлёкшись общественной работой, Катя забывает про уроки и получает двойку. Студентка Таня помогает сестре правильно распределить время, и Катя осваивает пропущенный материал. Девочку мучают сомнения: может ли она быть председателем совета отряда, если не всё успевает. Она решает проведать Людмилу Фёдоровну и посоветоваться с ней. В комнате учительницы Катя встречает Анну Сергеевну, которая была когда-то учительницей и у Людмилы Фёдоровны. Девочка рассказывает о своих проблемах, старшие поддерживают её и советуют не сдаваться. Катя с хорошими результатами приводит отряд к сбору дружины.
На новогодние каникулы девочки собираются ехать в детдом, но из-за сильного мороза едут не все. В поезде они знакомятся с группой лыжников, и одна из девочек, Ира, выходит с ними из поезда. Девочки волнуются, Анна Сергеевна сообщает начальнику поезда, но выясняется, что Ира решила пошутить и спряталась. В поезде стыдят её. В детдоме радостно встречают гостей. Девочки рассказывают о Ириной проделке, и она убегает, оставив записку, что возвращается в Москву. Пока ищут пропавшую, Катя упрекает себя, что нельзя было при всех стыдить Иру. Ира неожиданно возвращается сама вместе с Серёжей, которого ищет Катя. Выясняется, что Андрей уже его нашёл, и они переписываются. Хозяева показывают гостям знаменитую морозовскую мануфактуру, рассказывают о рабочей стачке, показывают посвящённый ей альбом, который они сделали. Гости и хозяева устраивают праздничный концерт, на котором плясунья-Ира выручает гостей своими талантами. Вернувшись в Москву, Катя сначала заходит к Наташе, которая не смогла поехать, и рассказывает ей о поездке. Домой Катя приходит поздно, её мучает совесть — родные волнуются, куда она исчезла, да и ведёт она себя не лучше Иры. После каникул Анна Сергеевна спрашивает девочек о стачке. Наташа, которая выучила урок по учебнику, получает тройку, а Катя, которая была в детдоме, — пятёрку. Надежда Ивановна считает, что девочки должны были рассказать остальным о том, что видели.
С наступлением весны девочки, разбившись на группы, готовятся к экзаменам: им предстоит переходить из начальной школы в среднюю. Родители Тони, одной из девочек, считают, что толку от таких занятий мало. Пионерская работа к майским праздникам почти замерла: председателю совета отряда Оле предстоит переходить из восьмого класса в девятый. Тоне нужна помощь, Катя решает заниматься с ней отдельно, несмотря на запрет её отца. 20 мая Кате предстоит сдавать первый в её жизни экзамен, который все девочки выдерживают благополучно. Новые друзья из детдома хотят приехать в Москву. Катя готовится их принять. Девочки переходят в пятый класс и прощаются со своими первыми учительницами: Анна Сергеевна больше не будет у них работать. Тонина мама благодарит Катю за помощь. В финальной главе «Проводы» Серёжа из Москвы уезжает в Ленинград, чтоб учиться в Нахимовском училище. Ореховцы и москвичи провожают его на вокзале, приходит и Анна Сергеевна.

## История создания
Работа над повестью началась в 1950 году, когда Е. Ильина была приглашена ученицами школы № 70 Киевского района Москвы после читательской конференции. Девочки, учившиеся в четвёртых-пятых классах, провели совместное чтение повести Елены Ильиной «Четвёртая высота», составили письменные отзывы, лучшие из которых оформили в виде бюллетеня. Одна из участниц встречи Е. Рывина в статье, опубликованной в журнале «Библиотекарь», утверждала, что писательница поблагодарила детей за понимание её произведения, заметив, что «речь у вас грамотная и ясная». В конце встречи Ильина сообщила, что задумала написать повесть об их школе. В процессе работы писательница в течение целого года как на работу приходила в 70-ю школу, посещала уроки, пионерские сборы, родительские собрания. В итоге появилась книга «Это моя школа», основанная на реальных событиях, описывающая реально существующих детей и взрослых. Детям книга понравилась, показалась доходчивой и правдивой. Первоначальным авторским названием повести было «Всегда готовы».
Как писатель Елена Ильина формировалась под сильным влиянием своего брата Самуила Маршака, постоянного, хотя и неофициального, редактора её книг. Согласно письму Самуила Маршака, отправленному им 16 июля 1952 года Тамаре Габбе из санатория «Узкое», в августе, после выписки из санатория, он планировал совместно с Габбе поработать над рукописью повести «Это моя школа».
Повесть была выпущена отдельной книгой с иллюстрациями М. Горшмана в серии «Для младшего школьного возраста» издательства «Детгиз» в 1955 году тиражом 30 000 экземпляров. Согласно авторскому обращению к читателям, к моменту публикации повести в образовательной программе произошли изменения, и в описанной в повести школе девочки стали учиться вместе с мальчиками, при этом предметы остались те же самые, но экзаменов стало меньше.

## Критическое восприятие

### Рецензия «Литературной газеты»
Рецензия К. Ельницкой была опубликована в «Литературной газете» 13 ноября 1956 года. В содержательном отношении она была выстроена в рамках дискуссии о так называемой «школьной повести» — поджанре детской литературы. В частности, критик отмечала, что на развитие этого жанра сильное воздействие оказывали теория бесконфликтности и трафареты сюжетных схем, замкнутых школьными стенами. «Между тем со многими проблемами жизни дети сталкиваются впервые именно в школе, которая олицетворяет для них советское общество. И часто вопросы, кажущиеся взрослым маленькими и незначительными, для детей представляют немалую трудность в силу своей новизны и неожиданности». К. Ельницкая сразу характеризует автора — Е. Ильину — как автора «Четвёртой высоты», «книги гражданственной, мужественной и лиричной». Автор хорошо знает и любит детей, ей присуще «добротное и живописное» лирическое письмо. Творческая манера узнаваема и в новой повести, многие страницы названы удачными, например, сцены в орехово-зуевском детском доме, где московским гостьям неожиданно предложили выступить в концерте самодеятельности. При этом профессионально учившаяся танцам девочка начала привередничать, в результате одноклассницы были вынуждены поставить её на место, исполнив матросский танец без неё и сказав, что «… ты бы потребовала к этому костюму якорь, пушку и настоящую мачту».
С точки зрения Ельницкой, «Это моя школа» отмечена только «видимостью глубоких конфликтов и напряжённости борьбы», более того, нравственный идеал, проводимый в повести, в сущности сведён к «послушанию и покорности». В смещённой масштабной шкале незначительное происшествие превращается в глубокий конфликт, например, в эпизоде, когда отличница и звеньевая Катя получает двойку по естествознанию, что превращается в настоящую трагедию и источник нравственных терзаний. Отметка служит и мерилом пионерской чести. Критику вызвал и образ Стеллы Кузьминской, которую критик считает характерной для школьной повести фигурой отличницы, которой ни до чего, кроме собственных отметок, дела нет. Поэтому избрание такой девочки в председатели совета отряда в реальной жизни заканчивается или болезненной ломкой характера школьницы, либо бурным конфликтом в коллективе, «который в конце концов, даже идя наперекор классному руководителю, выдвигает из своей среды действительно достойного вожака». У Е. Ильиной этот вопрос, по мнению К. Ельницкой, «решается облегчённо». Соответственно, критик заявляет, что если в реальной жизни бывает всё, в том числе «ореол» вокруг отметок, то писатель должен найти в себе мужество «развенчать формалистов от педагогики».
Не понравилась К. Ельницкой и идилличность и сентиментальность, духом которой пронизана вся повесть, а также чрезмерная акцентуация на «честном пионерском», которое используется в самых разнообразных контекстах. В конфликте вокруг робкой и забитой Тони Зайцевой, дополнительные занятия которой деспотичный отец считает «баловством», девочки не обращаются к пионервожатой, не просят поговорить с ним классного руководителя. Таким образом, и эта сюжетная линия не заострена, а сглажена: дети занимаются тайком, пока Тоня должна караулить сушащиеся тёплые одеяла и зимние вещи. Также сама собой разрешается сюжетная линия, связанная с поисками Серёжи Решётникова: «читатель ждёт, что это благородное дело выведет девочек из узкого круга „отметочных“ интересов, столкнет с большой и многообразной жизнью, познакомит с замечательными людьми», но всё происходит без труда и хлопот. Рецензент завершала свой отзыв тем, что «не всякому писателю можно предъявить серьёзные требования», тогда как советские дети в возрасте 10—11 лет видят, знают и думают о жизни гораздо больше, чем об этом написано в повести «Это моя школа».

### Полемика о школьной повести 1950-х годов
Аналогичные суждения К. Ельницкая высказала в статье «Ещё раз о „школьной повести“», опубликованной в материалах научной сессии Института мировой литературы АН СССР. Именно здесь прямо сказано, что повесть запоздала с публикацией: созданная в 1950—1953 годы, «Это моя школа» пришла к читателю лишь во второй половине 1955 года, когда изменилась система образования, что пришлось особо оговорить автору в кратком предисловии. Изменились и требования эпохи, особенно «лакировка и бесконфликтность» в деле воспитания нового поколения, укоренённого в нормах высокой морали и подготовленного к жизненным трудностям. В повести Е. Ильиной всё действие ограничено стенами школы, а главной задачей автора становится внушение почтения детей к «пятёрке» как самоцели. И на отметках выстроен весь пафос книги, а вовсе не в ответе на вопрос, зачем именно школьникам нужны получаемые в школе знания. Повесть — не что иное, как узкоприкладной «производственный роман». К. Ельницкая полагала, что автор лишь бегло упоминала о действительно сложных педагогических проблемах, например, вскользь описывая историю Клавы Киселёвой, которая не успевает в учёбе настолько, что даже не верит, что к ней можно обратиться не только с попрёками и назиданием, поэтому она грубит и огрызается. Однако она исправляется сразу же, как только её пообещали принять в пионеры, если она «подтянется», хватило волшебного «честного пионерского». Более к личности Клавы автор не возвращалась. Соответственно, с точки зрения К. Ельницкой, автор не поставила перед собой задачи «разобраться в противоречиях школьной практики, вооружить своих читателей нравственным оружием». Например, очень сглажены конфликты и взаимные обиды Кати, Иры и Ани, тогда как в женских школах «мелкие ссоры, сплетни, шушуканья девочек» приобрели «характер серьёзной болезни». Критик утверждала, что книга растянута, поскольку в повествовании никак не отграничены важное и второстепенное, описанные одинаково подробно. Например, эпизод с исчезновением Иры на пути в Орехово-Зуево к развитию сюжета не прибавляет ничего. Таким образом, считая замысел Е. Ильиной «узкоприкладным», критик заявляет, что автор ставит и решает все воспитательные вопросы в узких школьных рамках; читатель не почерпнёт из её повести ничего для себя нового.
Л. Кон, вступая в полемику с Ельницкой, отмечает, что подлинная литература, предназначенная для читателей любого возраста, должна «будить мысль, воспитывать чувства, формировать характер», иными словами, демонстрировать «страстное отношение» к жизни и людям. По словам Л. Кона, К. Ельницкая, обоснованно утверждая недопустимость замыкания детской литературы в рамках «школьной повести», неоправданно обратила на повесть Ильиной «Это моя школа» весь свой праведный гнев, накопленный в результате прочтения действительно бездарных представителей жанра, бездоказательно утверждая, что эта повесть лишь о пятёрках и двойках. Кон полагает, что выбранный Ельницкой подход к оценке произведения лишь с точки зрения его тематики вреден для литературы, особенно детской. Детям безусловно нужны произведения, героями которых являются их сверстники, а из жизнеописания таких героев никак нельзя исключить ни школу, ни получаемые там отметки, ни связанные с этим переживания. Кон утверждает, что не Ильиной, а самой Ельницкой вопрос о школьных отметках заслонил настоящую жизнь детей. В повести Ильиной упор делается не на погоню за отметками, а на чувство ответственности за свой класс, боязнь не оправдать доверие подруг, поколебавшуюся веру в собственные силы. Иначе не был бы введён вызывающий острую антипатию персонаж круглой отличницы Стеллы. Безусловно поддерживая необходимость освобождения детской литературы от лицемерия, ханжества, назидательности и прописной морали, Кон полагает ненужным вычёркивание темы школьной жизни только на том основании, что перечисленные пороки чаще всего встречались именно в «плохих школьных повестях», к которым никак нельзя отнести повесть Ильиной.

### Критика последующих периодов
После кончины Е. Ильиной большой обзор её творчества представила Алина Петухова. По словам критика, повесть «Это моя школа» является одной из самых крупных работ Ильиной, но не может считаться творческой удачей. В тексте присутствуют и сентиментальность, и идилличность, и распространённые штампы. Однако есть в ней и несомненные достоинства, как педагогические, так и художественные. Будучи не только художником, но и талантливым педагогом, прежде чем приступить к написанию повести, Ильина целый год ежедневно ходила в одну и ту же школу, жила одной жизнью с наблюдаемыми ею школьницами, подружилась с ними.
После переиздания повести в 2011 году по поводу её литературных достоинств выразился Дмитрий Быков, назвав произведение «довольно страшной школьной повестью». Критик утверждал, что Ильина писала детскую литературу без больших скидок на детство, а сам он прочитал этот «довольно большой детский роман» в двенадцатилетнем возрасте. «Это моя школа» была написана при Сталине, издана при Хрущёве и более не переиздавалась, так как стала рудиментом: «описывала женскую школу, а почти сразу после смерти Сталина произошло слияние. Как писал Нагибин: „Женское воспитание, воспитывавшее наседок, прекратилось“. Раздельное обучение закончилось». Д. Быков отнёс повесть к числу единственных трёх книг, рассказывающих об уродовавшем, по его мнению, людей на корню тоталитаризме советской школы, наряду с романом Светланы Шенбрунн «Розы и хризантемы» и сборником рассказов Людмилы Улицкой «Девочки»:

Значит, в чём был ужас этой книги Елены Ильиной? Скажу вам честно, никогда больше не воспринималось детство как период такой насильственной невротизации. Там в жизни этих девочек — в «Этой моей школе» — постоянно происходили трагедии, их постоянно испытывали. Мало того что там для девочки, главной героини (звали её, как сейчас помню, Ира Снегирёва), четвёрка была трагедией… А пятёрка — это норма. Постоянное ощущение предательства, что она кого-то предала. Всех воспитывают в обстановке не просто страха, а вины, тяготеющей над ними.
Дмитрий Быков также отметил сходство запомнившегося ему с детства спора на тему «кем быть?» школьных выпускников на Красной площади (из главы «Седьмое ноября») со спором других школьных выпускников на ту же тему тоже рядом с Кремлём из написанной в 1951 году пьесы Анатолия Сурова «Рассвет над Москвой». Из современных детских книг Быков сравнивал повесть Ильиной с «Гарри Поттером», заметив, что советская школа страшнее, чем «Хогвартс», так как учеников в ней невротизировали намного радикальнее. Этот последний тезис вызвал множество откликов рядовых читателей:

«Страшный реалистический роман о непрерывном насилии над ребёнком, чего автор не понимал, конечно», — сказал Быков. Не понимала, наверное, и я.

## Издания
- Ильина, Елена. Это моя школа : Повесть : [Для младш. школьного возраста] / Рис. М. Горшмана. — М. : Детгиз, 1955. — 468 с. — 30 000 экз.[48]
- Ильина, Елена. Это моя школа :  [казах.] / [Повесть. Для детей. Пер. М. Мадиевой. Илл: Э. Полякова]. — Алма-Ата : Казгослитиздат, 1959. — 550 с. — 9000 экз.[60]
- Ильина, Елена. Это моя школа (повесть) // Обыкновенные девчонки. — М. : АСТ, Астрель, 2010. — С. 7—620. — 960 с. — (Вся детская классика). — 5000 экз. — ISBN 978-5-17-069563-8.
- Ильина, Елена. Это моя школа : [повесть : для среднего школьного возраста] / Елена Ильина. — М. : АСТ : Астрель, 2011. — 602 с. — (Внеклассное чтение). — ISBN 978-5-17-068670-4.
- Ильина Е. Я. Четвертая высота ; Это моя школа : повести : для старшего школьного возраста / Елена Ильина. — М. : АСТ, 2021. — 766 с. — (Золотая классика — детям!). — 3000 экз. — ISBN 978-5-17-144604-8.